# HASP
HASP (англ. Hardware Against Software Piracy - Аппаратное Обеспечение Против Пиратства Программного Обеспечения) — мультиплатформенная аппаратно-программная система защиты программ и данных от незаконного использования и несанкционированного распространения, разработанная компанией Aladdin Knowledge Systems, впоследствии приобретённой SafeNet (в дальнейшем SafeNet объединился с компанией Gemalto, позднее поглощенной Thales Group). C 2012 года переименована в Sentinel. По утверждению SoftKey.info, на 2005 год являлся одним из самых широко применяемых аппаратных средств для защиты ПО. По данным отчёта аналитического агентства Frost & Sullivan, доля HASP/Sentinel составляет 51 % мирового рынка по результатам 2019 года.

## Виды
Защита HASP (современное название — Sentinel LDK/SRM/HASP) включает в себя:
- электронный ключ Sentinel (HASP);
- специальное программное обеспечение для «привязки» к электронному ключу, защиты приложений и для шифрования данных;
- схемы и методы защиты программ и данных, обнаружения и борьбы с отладчиками, контроля целостности программного кода и данных.

HASP поддерживает Windows, Linux, macOS, Android операционные системы и обеспечивает разработчикам широкий набор средств для защиты программного обеспечения. 

## История развития
- HASP4 (1996—2004) — устаревшая система защиты (полностью снята с поддержки). В данном решении использовалась проприетарные криптографические алгоритмы, которые были взломаны и появились возможности эмуляции ключа защиты.
- HASP HL (2004—2008) — устаревшая система защиты (снята с поддержки). Использует публичные крипто-алгоритмы AES, RSA, ECC.
- Sentinel LDK (с 2012)[4] — актуальная на данный момент[5] система защиты, обладает обратной совместимостью с HASP4 и HASP HL. Электронные ключи HASP выпускались в виде различных устройств:
  - Программный ключ HASP SL.
  - USB-брелок;
  - Платы SOIC8;
  - LPT-ключ с возможностью «прозрачного» подключения других ключей и устройств;
  - PCMCIA-карта;
  - Внутренняя плата стандарта PCI и ISA.

## Современное состояние
Sentinel LDK (License Development Kit) — это мультиплатформенная система лицензирования и защиты программного обеспечения, предоставляющая производителям ПО возможность установить лицензионные ограничения на любые части (модули, функции) программного обеспечения, удаленно управлять ими и учитывать все изменения. Для защиты используется публичный криптографический алгоритм 128-bit AES, являющийся стандартом в ИТ-индустрии. В Sentinel LDK также используются механизмы White-Box криптографии, исполнение кода внутри ключа, обфускация и шифрование исходного кода, что позволяет защитить его от декомпиляции и анализа.
Состав продукта:
- Sentinel EMS — система управления лицензиями.
- Sentinel Admin Control Center — программное обеспечение для администрирования лицензий конечным пользователем.
- Sentinel Envelope — утилита для установки защиты исходного кода.
- Sentinel HL/SL/Cloud — различные виды ключей.[6]

## Виды ключей
- Sentinel HL — USB-ключ, использующий алгоритм шифрования AES и являющийся наиболее защищенным из представленных. Работа защищённого ПО возможна только в том случае, если Sentinel HL физически подключен к устройству, на котором запущено приложение, так как часть кода программного продукта может быть выполнена непосредственно на ключе.
- Sentinel (HASP) SL[7][8] — программный ключ, на основе технологий White-Box криптографии, который устанавливается и хранится на устройстве пользователя. После установки ключа, формируется слепок состояния устройства, к которому осуществляется привязка. Слепок состояния вместе с ключом активации передается на сервер активации для проверки ключа. Вся передаваемая информация подписывается цифровой подписью RSA1536. Поддерживается возможность оффлайн активации.
- Sentinel Cloud[9] — ключ для облачной версии, позволяющий разместить лицензию в облаке и управлять ею онлайн. Данный ключ закрепляет лицензию за конкретным пользователем, а не оборудованием, и позволяет работать с приобретенным ПО на любом устройстве.

## Обход защиты HASP4
Существуют средства обхода аппаратной защиты HASP4 — «битхак» (например Sable) или программное эмулирование как самого ключа, так и, например, USB-шины с виртуальным ключом. Данную уязвимость используют не только хакеры, но и легальные пользователи — в ситуации, когда использование аппаратной защиты невозможно или нежелательно. В некоторых случаях подобное использование способов обхода защиты нелегально с точки зрения лицензионных соглашений и может приводить к гражданской или уголовной ответственности в соответствии с местным законодательством, при наличии соответствующих административных или уголовных статей, предусматривающих наказание за подобные деяния. Например, на территории РФ исключение составляют случаи, предусмотренные статьёй 1280 ГК РФ.
Программное эмулирование самого ключа возможно только для ключей HASP старого поколения — HASP4. Для технологий HASP HL, HASP SRM, Sentinel HASP на данный момент не известны случаи взлома, однако в 2018 году были устранены уязвимости, приватно раскрытые разработчику Sentinel EMS компании Gemalto исследователями из Positive Technologies. Учитывая использование достаточно надёжных публичных криптоалгоритмов, подобный способ взлома в ближайшем будущем представляется маловероятным. Поэтому важно учитывать, что надёжность защиты большей частью зависит от специалиста, который будет внедрять её в защищаемое приложение.